# Мерсисайд
Мерсисайд (англ. Merseyside, /ˈmɜ:(r)zisaɪd/) — церемониальное и метрополитенское графство на западе Англии. Входит в состав региона Северо-Западная Англия. Фактически представляет собой конурбацию, включающую Ливерпуль и близлежащие населённые пункты по обеим сторонам устья реки Мерси. Крупнейший город — Ливерпуль. Население 1 350 200 человек (9-е место среди графств; данные 2007 года).

## География
Общая площадь территории — 645 км² (43-е место).

## История
Графство было образовано в 1974 г.

## Административное деление
В состав графства входят 4 метрополитенских района (боро):
|  | 1. Сити-оф-Ливерпуль 2. Сефтон 3. Ноусли 4. Сент-Хеленс 5. Уиррел |

## Известные уроженцы и жители
- The Beatles
- Пит Бёрнс (1959) — музыкант, солист британский поп-группы Dead Or Alive.
- Ким Марш (1976) — английская актриса и певица.
- Стивен Джеррард (1980) — футболист, играл в «Ливерпуле» (1998—2015).
- Рик Эстли (1966) — британский певец.